# Kristi Noem
Kristi Lynn Noem, född Arnold den 30 november 1971 i Watertown i South Dakota, är en amerikansk republikansk politiker. Hon var guvernör i South Dakota mellan den 5 januari 2019 till den 2025. Hon var ledamot av USA:s representanthus från 2011 till 2019. Hon är den första kvinnliga guvernören i South Dakota. Sedan den 25 januari 2025 är hon USA:s inrikessäkerhetsminister.
Noem studerade vid Mount Marty College och Northern State University, avbröt studierna 1992, återupptog dem senare samt avlade 2011 kandidatexamen vid South Dakota State University. I mellanårsvalet i USA 2010 besegrade hon sittande kongressledamoten Stephanie Herseth Sandlin.
Den 14 november 2016 meddelade hon att hon inte skulle söka omval till kongressen men istället kandidera för guvernör i South Dakota år 2018. Noem var den republikanska kandidaten för guvernörsvalet i South Dakota. Noem besegrade den demokratiska kandidaten Billie Sutton i guvernörsvalet.  
I februari 2019 sa hon att Trump-administrationens handelskrig hade förstört South Dakota.

## Privatliv
Noems make är Bryon Noem. Paret har tre barn tillsammans.